# Sydneyjska opera
Sydneyjska opera stoji v Sydneyju, zvezni državi Novi Južni Wales (angleško New South Wales) v Avstraliji in je ena izmed najlepših in najznamenitejših stavb iz 20. stoletja. Postavljena je na rt Bennelong Point v Sydneyjskem pristanišču. Južno od opere je Kraljevi botanični vrt. Poleg je tudi veliki Sydneyjski pristaniški most (angleško Sydney Harbour bridge). 
Sydneyjska opera je ikona Avstalije. Na tisoče turistov si vsak teden ogleda to znamenito zgradbo v Avstraliji.
28. junija 2007 je bila operna hiša v Sydneyju vpisana na Unescov seznam svetovne dediščine, od leta 1980 je navedena v (zdaj nedelujočem) registru nacionalne dediščine, v registru avstralskega nacionalnega sklada od leta 1983, v popisu dediščine mesta Sydney od leta 2000, v registru državne dediščine Novega Južnega Walesa od leta 2003 in na seznamu avstralske nacionalne dediščine od leta 2005. Operna hiša je bila tudi finalist na seznamu kampanje novih sedmih svetovnih čudes.

## Opis
Stavbo, ki jo je zasnoval danski arhitekt Jørn Utzon in jo je dokončala avstralska arhitekturna ekipa pod vodstvom Petra Halla, je kraljica Elizabeta II. uradno odprla 20. oktobra 1973, 16 let po tem, ko je bil Utzon leta 1957 izbran za zmagovalca mednarodnega natečaja za oblikovanje. Vlada Novega Južnega Walesa, ki jo je vodil premier Joseph Cahill, je odobrila začetek del leta 1958 z Utzonom, ki je vodil gradnjo. Odločitev vlade, da zgradi Utzonov načrt, je bila pogosto zasenčena zaradi okoliščin, ki so sledile, vključno s stroški in prekoračitvami časovnega načrta ter arhitektovim končnim odstopom.
Objekt ima sodobno ekspresionistično zasnovo z nizom velikih montažnih betonskih »lupin«, ki je vsaka sestavljena iz odsekov krogle s polmerom 75,2 metra in ki tvorijo strehe strukture, postavljene na monumentalni podij. Stavba pokriva 1,8 hektarja zemlje in je dolga 183 m in široka 120 m na najširši točki. Podprta je na 588 betonskih stebrih, potopljenih kar 25 m pod morsko gladino. Najvišja točka strehe je 67 metrov nad morsko gladino, kar je enako višini 22-nadstropne zgradbe. Streha je izdelana iz 2194 montažnih betonskih delov, ki tehtajo do 15 ton vsak.
Čeprav se strešne konstrukcije običajno imenujejo lupine (kot v tem članku), so to montažne betonske plošče, podprte z montažnimi betonskimi rebri, ne pa lupine v strogo konstrukcijskem smislu. Čeprav so lupine od daleč videti enakomerno bele, imajo v resnici subtilen ševronski vzorec, sestavljen iz 1.056.006 ploščic v dveh barvah: sijajno beli in mat smetanasti. Ploščice je izdelalo švedsko podjetje Höganäs AB, ki je običajno izdelovalo ploščice iz lončevine za papirniško industrijo.
Poleg ploščic iz školjk in steklenih zaves v prostorih preddverja je zunanjost stavbe v veliki meri obložena z agregatnimi ploščami, sestavljenimi iz rožnatega granita, pridobljenega v Tarani. Pomembna notranja površinska obdelava vključuje tudi neformalen beton, vezane plošče iz avstralske bele breze, dobavljene iz Wauchope v severnem Novem Južnem Walesu, in lepljeno leseno lamelo.
Od dveh večjih prostorov je koncertna dvorana v zahodni skupini školjk, gledališče Joan Sutherland v vzhodni skupini. Merilo školjk je bilo izbrano tako, da odraža notranje zahteve glede višine, z nizkimi vhodnimi prostori, ki se dvigajo nad prostori za sedenje do visokih odrskih stolpov. Manjša prizorišča (Drama, Igralnica in Studio) so znotraj podesta, pod Koncertno dvorano. V manjši skupini školjk na zahodni strani Monumentalnih stopnic je restavracija Bennelong. Podij je obdan s precejšnjimi odprtimi javnimi prostori, veliko s kamnom tlakovano dvorišče s sosednjimi monumentalnimi stopnicami pa se redno uporablja kot prostor za predstave.

### Prizorišča in objekti
Sydneyjska operna hiša vključuje številna prizorišča za predstave:
- Koncertna dvorana: z 2679 sedeži je dom Sydneyskega simfoničnega orkestra in jo uporablja veliko število drugih koncertnih voditeljev. Vsebuje Velike orgle Sydneyjske operne hiše, največje mehanske sledilne orgle na svetu z več kot 10.000 cevmi.[12]
- Gledališče Joan Sutherland: gledališče na prosceniju s 1507 sedeži, dom avstralske opere in avstralskega baleta v Sydneyju. Do 17. oktobra 2012 je bilo znano kot Opera Theatre.
- Dramsko gledališče: gledališče na prosceniju s 544 sedeži, ki ga uporabljajo Sydney Theatre Company in drugi plesni ter gledališki voditelji.
- Igralnica: gledališče brez proscenija s 398 sedeži.
- Studio: Prilagodljiv prostor z 280 stalnimi sedeži (od katerih se nekateri lahko zložijo) in največjo kapaciteto 400 obiskovalcev, odvisno od konfiguracije.
- Soba Utzon: majhno večnamensko prizorišče za zabave, poslovne dogodke in manjše produkcije (kot so nastopi komorne glasbe).
- Snemalni studio
- Zunanje dvorišče: prilagodljivo prizorišče na prostem s široko paleto možnosti konfiguracije, vključno z možnostjo uporabe Monumentalnih stopnic kot sedežev za občinstvo, ki se uporablja za vrsto skupnostnih dogodkov in večjih predstav na prostem.
- Tudi drugi prostori (na primer severna in zahodna preddverja) se uporabljajo za občasne predstave. Prizorišča se uporabljajo tudi za konference, slovesnosti in razne družabne dogodke.

### Drugi objekti
V stavbi so tudi snemalni studio, maloprodajne trgovine, kavarne, restavracije, bari, vključno z barom Opera in kuhinjo Opera. Na voljo so vodeni ogledi, vključno s pogostim ogledom prostorov pred hišo in dnevnim ogledom zakulisja, ki obiskovalce popelje v zaodrje, da si ogledajo območja, ki so običajno rezervirana za izvajalce in člane ekip.

## Zgodovina

### Zgodovina gradnje
Načrtovanje se je začelo v poznih 1940-ih, ko je Eugene Goossens, direktor Državnega glasbenega konservatorija Novega Južnega Walesa, lobiral za primerno prizorišče za velike gledališke produkcije. Običajno prizorišče takšnih produkcij, Sydneyjska mestna hiša, ni veljalo za dovolj veliko. Do leta 1954 je Goossensu uspelo pridobiti podporo premiera Novega Južnega Walesa Josepha Cahilla, ki je zahteval načrte za namensko operno hišo. Goossens je bil tudi tisti, ki je vztrajal, da je kraj Bennelong Point: Cahill je želel, da je na železniški postaji Wynyard ali blizu nje na severozahodu osrednjega poslovnega okrožja.
Cahill je 13. septembra 1955 razpisal mednarodni oblikovalski natečaj, na katerega je prispelo 233 projektov, ki so predstavljali arhitekte iz 32 držav. Merila so določala veliko dvorano s 3000 sedeži in majhno dvorano za 1200 ljudi, od katerih naj bi bila vsaka zasnovana za različne namene, vključno z obsežnimi operami, orkestrskimi in zborovskimi koncerti, množičnimi srečanji, predavanji, baletnimi predstavami in drugimi predstavitvami.
Zmagovalec, razglašen leta 1957, je bil danski arhitekt Jørn Utzon. Utzonovo zasnovo je izbral finsko-ameriški arhitekt Eero Saarinen iz končne serije 30 zavrnjenih predmetov. Drugouvrščena je bila ekipa iz Filadelfije, ki sta jo sestavila Robert Geddes in George Qualls, oba poučujeta na šoli za dizajn Univerze v Pensilvaniji. Zbrali so skupino profesorjev Penna in prijateljev iz arhitekturnih birojev v Philadelphii, vključno z Melvinom Brecherjem, Warrenom Cunninghamom, Josephom Marzello, Walterjem Wisemanom in Leonom Loschetterjem. Geddes, Brecher, Qualls in Cunningham so ustanovili podjetje GBQC Architects. Glavna nagrada je bila 5000 avstralskih funtov. Utzon je leta 1957 obiskal Sydney, da bi pomagal nadzirati projekt. Njegova pisarna se je februarja 1963 preselila v Palm Beach v Sydneyju.
Utzon je leta 2003 prejel Pritzkerjevo nagrado za arhitekturo, najvišjo čast v arhitekturi. Navedba Pritzkerjeve nagrade se glasi:
»Nobenega dvoma ni, da je Sydneyjska opera njegova mojstrovina. To je ena od velikih ikoničnih zgradb 20. stoletja, podoba velike lepote, ki je postala znana po vsem svetu – simbol ne le mesta, temveč celotne države in celine«.

### Projektiranje in gradnja
Tramvajska postaja Fort Macquarie, ki je bila na tem mestu v času teh načrtov, je bila porušena leta 1958, gradnja pa se je začela marca 1959. Zgrajena je bila v štirih fazah: faza I (1957–1959) projektiranje; faza II (1959–1963) je obsegala izgradnjo zgornjega podesta; faza III (1963–1967) izdelava zunanjih lupin; faza IV (1967–1973) notranja oprema in izgradnja.

#### Podij
Prva faza se je začela 2. marca 1959 z gradbenim podjetjem Civil & Civic, ki so ga spremljali inženirji Ove Arup in partnerji. Vlada si je prizadevala za zgodnji začetek dela, saj se je bala, da bi se financiranje ali javno mnenje lahko obrnilo proti njim. Vendar Utzon še vedno ni dokončal končnih načrtov. Glavna strukturna vprašanja so še vedno ostala nerešena. Do 23. januarja 1961 so dela zaostajala 47 tednov, predvsem zaradi nepričakovanih težav (slabo vreme, nepričakovane težave pri preusmerjanju meteorne vode, začetek gradnje, preden so bili pripravljeni ustrezni gradbeni načrti, spremembe izvirne pogodbene dokumentacije). Dela na podiumu so bila končno zaključena februarja 1963. Prisilni zgodnji začetek je privedel do znatnih kasnejših težav, med katerimi je bila nenazadnje ta, da stebri podiuma niso bili dovolj močni, da bi podpirali strešno konstrukcijo, in jih je bilo treba zgraditi na novo.

#### Streha
- Podium je bil končan, 1962
- Struktura školjk, okoli 1965
- okoli 1965
- Ploščice dokončane, okoli 1968

Lupine iz natečajne ponudbe so bile prvotno nedefinirane geometrije, toda zgodaj v procesu načrtovanja so bile te zaznane kot niz parabol, podprtih z montažnimi betonskimi rebri. Vendar pa inženirji Ove Arup and Partners niso mogli najti sprejemljive rešitve za njihovo izdelavo. Opaž za uporabo in situ betona bi bil pregrešno drag, ker pa v nobeni obliki strehe ni bilo ponavljanja, bi bila izvedba montažnega betona za vsak posamezen odsek morda še dražja.
Od leta 1957 do 1963 je oblikovalska ekipa šla skozi vsaj 12 iteracij oblike lupin, da bi našla ekonomsko sprejemljivo obliko (vključno s shemami s parabolami, krožnimi rebri in elipsoidi), preden je bila končana uporabna rešitev. Načrtovanje lupin je vključevalo eno najzgodnejših uporab računalnikov v strukturni analizi, da bi razumeli kompleksne sile, ki bi jim bile lupine izpostavljene. Računalniški sistem je bil uporabljen tudi pri montaži lokov. Zatiči v lokih so bili pregledani ob koncu vsakega dneva in informacije so bile vnesene v računalnik, tako da je bil naslednji dan lahko pravilno nameščen naslednji lok. Sredi leta 1961 je oblikovalska ekipa našla rešitev problema: lupine so bile vse ustvarjene kot odseki krogle. Ta rešitev omogoča, da se loki različnih dolžin ulijejo v skupni kalup in da se več segmentov lokov skupne dolžine postavi poleg enega poleg drugega, da tvorijo sferični odsek. Kdo natanko je avtor te rešitve, je bil predmet nekaterih polemik. Prvotno je bila pripisana Utzonu. Pismo Oveja Arupa Ashworthu, članu izvršnega odbora sydneyjske operne hiše, navaja: »Utzon je prišel na idejo, da bi vse lupine enakomerno ukrivljene v obe smeri«. Peter Jones, avtor Ove Arupove knjige biografija, navaja, da so »arhitekt in njegovi podporniki enako trdili, da se spominjajo natančnega trenutka eureka ...; inženirji in nekateri njihovi sodelavci se z enakim prepričanjem spominjajo razprav v središču Londona in v Ovejevi hiši«.
Nadalje trdi, da »obstoječi dokazi kažejo, da je Arup preučil več možnosti za geometrijo lupin, od parabol do elipsoidov in krogel«. Yuzo Mikami, član oblikovalske ekipe, predstavlja nasprotno stališče v svojem knjiga o projektu, Utzon's Sphere. Malo verjetno je, da bo resnica kdaj kategorično znana, vendar obstaja jasno soglasje, da je oblikovalska ekipa za prvi del projekta res delala zelo dobro in da so Utzon, Arup in Ronald Jenkins (partner družbe Ove Arup and Partners odgovorni za projekt operne hiše) so imeli zelo pomembno vlogo pri razvoju dizajna.
Kot navaja Peter Murray v The Saga of the Sydney Opera House:
... moža – in njuni ekipi – sta uživala v sodelovanju, ki je bilo izjemno plodno in je kljub številnim travmam večina sodelujočih v projektu videla vrhunec sodelovanja med arhitektom in inženirjem.
Zasnova strehe je bila preizkušena na pomanjšanih modelih v vetrovnikih na Univerzi v Southamptonu in kasneje NPL, da bi ugotovili porazdelitev pritiska vetra okoli oblike strehe pri zelo močnem vetru, kar je pomagalo pri oblikovanju strešnikov in njihovih pritrdilnih elementov.
Izjemno kompleksno zasnovo in konstrukcijo lupin je dokončal Hornibrook Group Pty Ltd, ki je bil odgovoren tudi za gradnjo v fazi III. Hornibrook je v tovarni na kraju samem izdelal 2400 montažnih reber in 4000 strešnih plošč ter razvil tudi gradbene procese. Z uresničitvijo te rešitve se je izognila potreba po dragi konstrukciji opažev, saj je omogočila uporabo montažnih enot, prav tako pa je omogočila, da so strešniki montažni v ploščah na tleh, namesto da bi bili pritrjeni posamično na višini.
Same ploščice je izdelalo švedsko podjetje Höganäs Keramik. Potrebna so bila tri leta razvoja, da je bil dosežen učinek, ki ga je želel Utzon v tem, kar je postalo znano kot Sydney Tile, kvadrat 120 mm. Izdelan je iz gline z majhnim deležem drobljenega kamna.
Gradbeni inženir družbe Ove Arup in partnerji je nadziral gradnjo oklepov, ki so uporabljali inovativen nastavljiv erekcijski lok z jeklenimi nosilci (ki ga je razvil Hornibrookov inženir Joe Bertony) za podporo različnih streh pred dokončanjem [36]. 6. aprila 1962 je bilo ocenjeno, da bo operna hiša dokončana med avgustom 1964 in marcem 1965.

#### Notranjost
- Koncertna dvorana in orgle
- Pogled z odra Koncertne dvorane
- Pogled z odra gledališča Joan Sutherland
- Notranjost Studio Theatra

Notranjost se je začela s tem, da je Utzon februarja 1963 preselil svojo celotno pisarno v Sydney. Toda leta 1965 je prišlo do spremembe vlade in nova vlada Roberta Askina je projekt razglasila v pristojnosti Ministrstva za javna dela. Zaradi kritike ministrstva glede stroškov in časa projekta, skupaj z njihovim vtisom, da so Utzonovi načrti nepraktični, je to končno pripeljalo do njegovega odstopa leta 1966.
Dosedanji stroški projekta, celo oktobra 1966, so še vedno znašali le 22,9 milijona avstralskih dolarjev, kar je manj kot četrtina končnih 102 milijonov dolarjev stroškov. Vendar pa so bili predvideni stroški načrtovanja v tej fazi veliko večji.
Druga faza gradnje je napredovala proti koncu, ko je Utzon odstopil. Njegov položaj je v glavnem prevzel Peter Hall, ki je postal v veliki meri odgovoren za notranjo opremo. Druge osebe, imenovane istega leta za zamenjavo Utzona, so bili E. H. Farmer kot vladni arhitekt, D. S. Littlemore in Lionel Todd.
Po Utzonovem odstopu je svetovalec za akustiko Lothar Cremer izvršnemu odboru operne hiše v Sydneyju (SOHEC) potrdil, da je Utzonova prvotna akustična zasnova dovoljevala samo 2000 sedežev v glavni dvorani, in nadalje izjavil, da bi bilo povečanje števila sedežev na 3000, kot je bilo zahtevano, pogubno za akustiko. Po besedah Petra Jonesa je scenograf Martin Carr kritiziral »obliko, višino in širino odra, fizične zmogljivosti za umetnike, lokacijo garderob, širino vrat in dvigal ter lokacijo stikalnih plošč za razsvetljavo«.

#### Pomembne spremembe v Utzonovem dizajnu
- Velika dvorana, ki naj bi bila prvotno večnamenska operno-koncertna dvorana, je postala zgolj koncertna dvorana, imenovana Koncertna dvorana. Manjša dvorana, prvotno samo za odrske produkcije, je vključevala operne in baletne funkcije in se je imenovala Operno gledališče, pozneje preimenovano v Gledališče Joan Sutherland. Posledica tega je, da gledališče Joan Sutherland ni primerno za uprizarjanje obsežnih oper in baletov. Dodali so tudi gledališče, kino in knjižnico. Te so kasneje spremenili v dve živi dramski dvorani in manjše gledališče »v krog«. Te zdaj sestavljajo Drama, Igralnica in Studio. Te spremembe so bile predvsem posledica pomanjkljivosti v prvotnem natečajnem dokumentu, iz katerega ni bilo dovolj jasno, kako naj bi se operna hiša uporabljala. Razporeditev notranjosti je bila spremenjena, odrski stroji, ki so bili že oblikovani in nameščeni v glavni dvorani, pa so bili izvlečeni in v veliki meri zavrženi, kot je podrobno opisano v BBC-jevem TV dokumentarcu Autopsy on a Dream iz leta 1968, ki »kronira celoten spekter polemike okoli gradnje operne hiše v Sydneyju«.[24]
- Zunaj obloga podiuma in tlakovanje (podium prvotno ni bil obložen do vode, ampak naj ostane odprt).
- Konstrukcija steklenih sten (Utzon je nameraval uporabiti sistem prefabriciranih stebrov iz vezanega lesa, vendar je bil zasnovan drugačen sistem za obravnavo stekla).
- Utzonove zasnove hodnikov iz vezanega lesa ter njegove akustične zasnove in zasnove sedežev za notranjost obeh večjih dvoran so popolnoma zavrgli. Njegov načrt za koncertno dvorano je bil zavrnjen, saj je imela samo 2000 sedežev, kar je bilo ocenjeno kot nezadostno. Utzon je zaposlil svetovalca za akustiko Lotharja Cremerja in njegove načrte za glavne dvorane so pozneje modelirali in ugotovili, da so zelo dobri. Naslednje različice obeh večjih dvoran Todd, Hall in Littlemore imajo nekaj težav z akustiko, zlasti za nastopajoče glasbenike. Orkestrska jama v gledališču Joan Sutherland je tesna in nevarna za sluh glasbenikov.[25] Koncertna dvorana ima zelo visoko streho, kar povzroča pomanjkanje zgodnjih odsevov na odru - obroči iz pleksi stekla ('akustični oblaki'), ki visijo nad odrom, so bili dodani tik pred odprtjem v (neuspešnem) poskusu reševanja te težave.

### Otvoritev
Stopnice operne hiše
Operno hišo v Sydneyju je uradno odprla kraljica Elizabeta II., 20. oktobra 1973. Prisotna je bila velika množica. Otvoritev je prenašala televizija in je vključevala ognjemet in izvedbo Beethovnove simfonije št. 9.

## Nagrade
- RAIA Merit Award, 1974
- Meritorious Lighting Award of the Illuminating Engineering Society of Australia, 1974
- RAIA Civic Design Award, 1980
- RAIA Commemorative Award, Jørn Utzon – Sydney Opera House, 1992
- National Award for Enduring Architecture, 2003[27]
- New South Wales Award for Enduring Architecture, 2003

## V popularni kulturi
Operna hiša (pogosto skupaj z bližnjim mostom Sydney Harbour Bridge) je bila uporabljena pri ustvarjanju posnetkov za filme in televizijo, da se prizorišče identificira kot Sydney in/ali Avstralija:
- Sydneyjska operna hiša se je leta 1986 pojavila na naslovnici pustolovskega romana Phoenix Force Down Under Thunder.
- Sydneyjska operna hiša se je pojavila v Disneyjevem animiranem filmu The Rescuers Down Under iz leta 1990.
- V 5. epizodi 5. sezone iz leta 1991 Inšpektorja Morsa z naslovom Obljubljena dežela se Morse na koncu epizode povzpne po stopnicah, da bi se udeležil operne predstave.
- Proti koncu filma Dan neodvisnosti iz leta 1996 se je po uničenju ladje nezemljanov blizu Sydneyja pojavila sydneyjska operna hiša.
- Sydneyjska operna hiša se je pojavila v Disney/Pixarjevem animiranem filmu Iskanje Nema iz leta 2003.
- Sydneyjska operna hiša je bila predstavljena v filmu Godzilla iz leta 2004, Godzilla Final Wars, v katerem je glavni lik odpravil sovražnika Zillo in pri tem uničil znamenito znamenitost.
- Sydneyjska operna hiša se je pojavila v zadnjem prizoru filma Sunshine iz leta 2007, ki ga je režiral Danny Boyle.
- V filmu Better Call Saul naj bi oče Wernerja Zieglerja, nemškega inženirja, ki je pomagal zgraditi laboratorij za zdravila Gusa Fringa, delal pri gradnji operne hiše v Sydneyju.
- Operna hiša se je pojavila med odjavno špico filma Cars 2 iz leta 2011, v kateri je bil podij stavbe oblikovan po vzoru sprednje strani Holden FC.
- V videoigri SimCity iz leta 2013 je stavba prikazana kot mejnik, ki ga je mogoče postaviti.[28]
- V superjunaškem filmu Možje X: Apokalipsa iz leta 2016 so stavba in drugi deli Sydneyja uničeni, ko Magneto manipulira z zemeljskimi magnetnimi poli.
- V videoigri 4X Civilization VI iz leta 2016 je Opera House čudo atomske dobe, ki ga je mogoče zgraditi in daje bonuse h kulturnim dosežkom civilizacije in kaže na zaslužek glasbenikov.
- Institucijo na mnogo načinov podpirajo tudi umetniki, kot je Marc Engelhard, in se nasprotno tudi navezuje nanje.
- Video igra Nintendo Switch Mario Kart 8 Deluxe je leta 2022 imela izdajo prenosljive vsebine »Booster Course Pass«, ki je vključevala progo Mario Kart Tour 2019 Sydney Sprint. Skladba prikazuje zunanjost operne hiše in notranjost koncertne dvorane iz obdobja ringa.[29][30]
- Uradni logotipi za Sydneyjsko opero
- Uradni logotip na Olimpijskih igrah leta in medaljah leta 2000
- Logotip za Sydney Swans AFL – Sydneyjski labodi – Avstralska nogometna ekipa
- Logotip za Sydney Gay and Lesbian Mardi Gras – Sydneyjska homoseksualna parada

- Sydneyska opera in Pristaniški most
- Streha opere
- "Key to the Shells"
- Panoramska slika